# Monte San Trocado

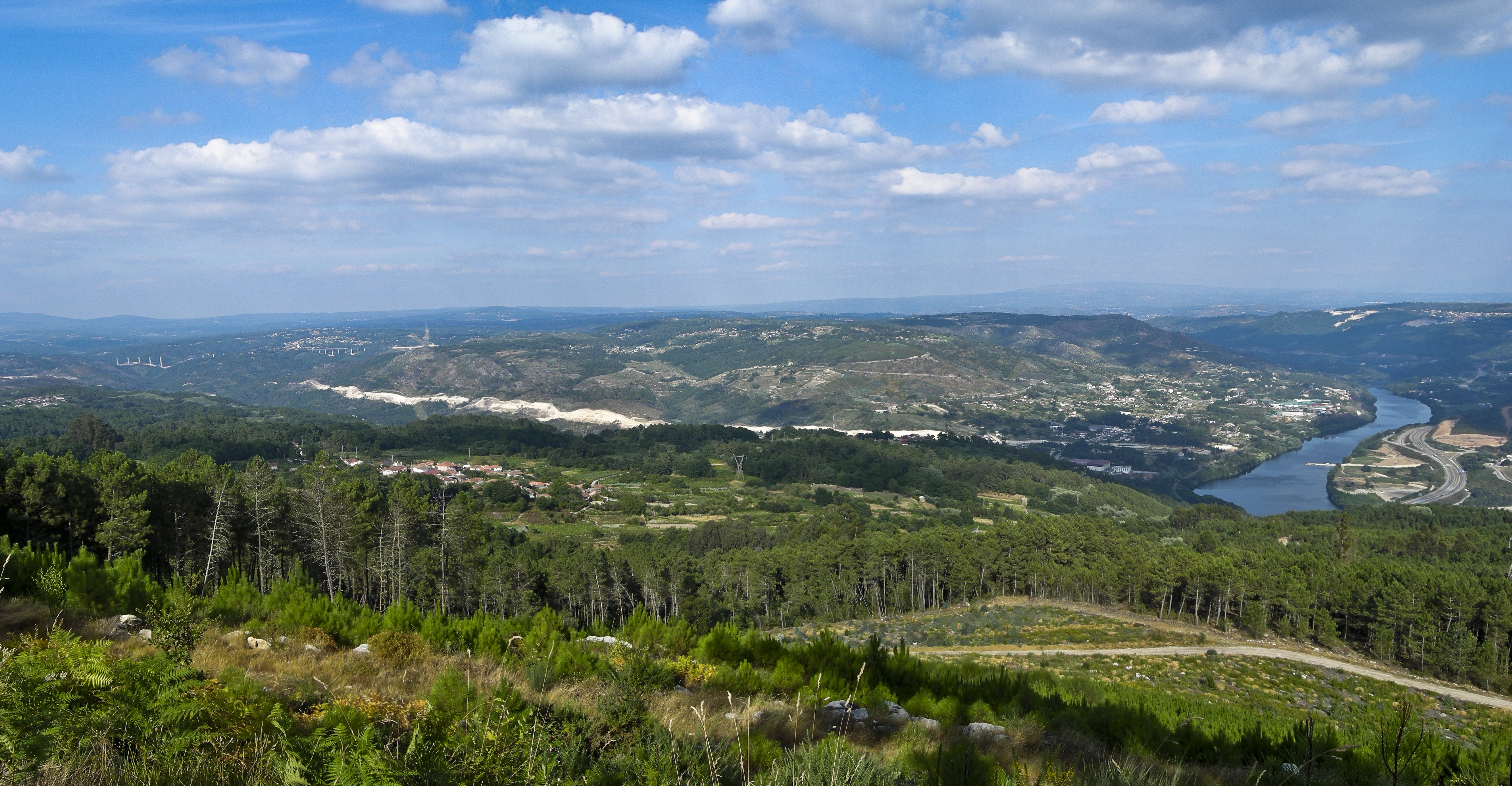
Panorámica del encuentro entre los ríos Miño y Barbantiño desde el monte San Trocado.

El monte llamado San trocado, Santrocado o San Torcuato está situado en la provincia de Orense, en la ribera derecha del curso central del río Miño, a la altura de la parroquia de Laias. Tiene una altura de 550 m s. n. m.. Administrativamente pertenece a los municipios de Cenlle, Pungín y San Amaro.
En la cima del monte, compartida entre Punxín y San Amaro, hay una capilla en cuyos laterales se encuentra una inscripción que remonta la construcción a 1739, aunque se especula que pudiera tratarse de una reconstrucción sobre otra edificación anterior. La capilla guarda una talla en piedra de San Trocado en sustitución de otra similar que se perdió a mediados del siglo XX. Celebra la fiesta del santo el 15 de mayo. Bajo la capilla y su aparcamiento, en lo alto del monte, están los restos de un castro, del cual destaca la muralla.

## Restos arqueológicos
Aún pueden observarse cerca de la cima los cimientos de una muralla que rodeaba un castro; esta está hecha por acumulación de piedras a lo largo de una línea ligeramente curva que se extiende hacia el sur y el oeste. Dentro del perímetro aparecieron diversos restos cerámicos, posiblemente del siglo VI a. C. los más antiguos, y de la Edad Media los últimos. Así mismo algunas rocas muestran marcas de cultos prerromanos. Por último se han encontrado bifaces paleolíticos tallados en cuarzo, sobre todo en la ladera sur.
Algunos estudios arqueológicos, a partir del análisis del pequeño castro que corona el monte, remontan las primeras ocupaciones del mismo a la Edad del Bronce final o al Hierro inicial, sobre los siglos VII y VI a. C.
Florentino López Cuevillas y Fermín Bouza Brey documentaron una leyenda recogida en los años 20 en Eiras, hablando del castro de Lambrica (conocido como A cidade -"La ciudad"):

En este castro hay una mora que sale en forma de cobra llevando una flor en la boca. Para desencantarla hay que retirar con los labios la flor que lleva en la boca (Relato de Segundo González de Eiras).

Ésta es sólo una de las múltiples leyendas que circulan en las poblaciones cercanas al monte, de toda índole. Algunas de ellas abren paso a nuevas investigaciones, así como los topónimos. Cerca de la cumbre hay un lugar llamado Os Fornos (Los Hornos), que en otros lugares de Galicia se ha ligado a antiguos ritos funerarios y crematorios.